# Mendes (Egitto)
| Dd | d · t | niwt |

| Dd | d · t | niwt |

Mendes o Mende è il nome greco dell'antica capitale del 16º distretto del Basso Egitto, il cui nome originale era Permanebsete o Djedet.
Si trovava sul ramo detto Mendesiano del delta del Nilo – ora insabbiato – a circa 35 km ad est di Mansura. Le rovine si distribuiscono fra il sito del tempio principale a Tell El-Ruba e il centro abitato di Thmuis (Tell El-Timai) a sud. L'intero sito archeologico è orientato Nord-Sud e misura circa 3 km di lunghezza per 900m di largo. La divinità principale onorata nella città era Khnum il dio-ariete.